# Dr. No
Dr. No (Agent 007: Mission drab) er en britisk actionfilm fra 1962, der er den første film i EON Productions' serie om den hemmelige agent James Bond.
Filmen var resultatet af flere års arbejde, forhandlinger og stridigheder for producenterne Albert R. Broccoli, Harry Saltzman og United Artists. I 1962 var de kommet så vidt at deres første James Bond-biograffilm kunne se dagens lys. Valget faldt på den sjette af Ian Flemings Bond-romaner: Dr. No. Filmen følger stort set bogen.
At det blev den sjette bog – og ikke den første, Casino Royale – skyldtes, at rettighederne til Casino Royale var afhændet til anden side. Den blev dramatiseret som tv-filmen Casino Royale i 1954 som den første Bond-film og med Barry Nelson som den første Bond. Den blev dog ikke fulgt op af yderligere filmatiseringer dengang. I stedet blev det med EON Productions serie og Sean Connery i hovedrollen, at Bond slog igennem. Skønt det var en lavbudgetfilm med et budget på kun 1.000.000 USD, blev det en succes med en indtjening på 59.600.000 USD på verdensplan.

## Handling
Strangways, Secret Service's mand på Jamaica, og hans assistent bliver myrdet. Den hemmelige agent James Bond, der har ret til at dræbe, bliver sendt dertil for at undersøge sagen. Snart efter bliver han dog udsat for flere attentatforsøg. Men sammen med Strangways' hjælper Quarrel finder han spor, der peger mod øen Crab Key og dens gådefulde herre Dr. No.

## Medvirkende
- Sean Connery – James Bond
- Joseph Wiseman – Dr. No
- Ursula Andress – Honey Ryder
- Jack Lord – Felix Leiter
- Anthony Dawson – Professor Dent
- Zena Marshall – Miss Taro
- John Kitzmiller – Quarrel
- Eunice Gayson – Sylvia Trench
- Bernard Lee – M
- Peter Burton – Major Boothroyd (Q)
- Lois Maxwell – Miss Moneypenny

Honey Rider, Sylvia Trench og flere mindre kvindelige roller blev dubbet af Nikki van der Zyl. I den indledende pistolløbssekvens, hvor James Bond kommer ind og skyder mod kameraet, er det stuntmanden Bob Simmons, der spiller Bond. Sekvensen blev genbrugt i From Russia with Love og Goldfinger. Q, der her omtales som Major Boothroyd, blev spillet af Peter Burton. Ved indspilningen af efterfølgeren From Russia with Love var han imidlertid ikke ledig, så Desmond Llewelyn fik rollen i stedet, som han beholdt til sin død i 1999.

## Musik
Til filmen Dr. No blev det verdensberømte James Bond tema for første gang anvendt. "Sangen" er den første af to i James Bond-serien, der ikke har tekst; den anden er temaet til On Her Majesty's Secret Service.
| Film:  | År:  | Musikansvarlig: | Sangtitel:      | Komponeret af: | Fremført af:                            |
| ------ | ---- | --------------- | --------------- | -------------- | --------------------------------------- |
| Dr. No | 1962 | Monty Norman    | James Bond Tema | Monty Norman   | John Barry & orkester samt Monty Norman |